# Elastomerkupplung

Elastomer-Klauenkupplungen mit verschiedenen Welle-Nabe-Verbindungen

Die Elastomerkupplung ist eine Kupplung, die zum Dämpfen von Stößen und bestimmten Schwingungen sowie zum Ausgleich von Fluchtungsfehlern bei lateralen, angularen und axialen Versätzen eingesetzt wird.
Je nach Anforderung wird bei geringen Schwingungen oder leichten Stößen ein Elastomer mit geringen dämpfenden Eigenschaften (hoher Torsionssteife und Härte) und bei stark schwingenden Systemen oder großen Stößen ein Elastomer mit hohem Dämpfungsgrad (niedriger Torsionssteife bzw. Härte) eingesetzt. 
 
Elastomerkupplungen sind wartungsfrei und verschleißarm. Drehzahlen bis 30.000/min können durch eine Feinwuchtung erreicht werden. Je nach Material ist der zur Auswuchtung für höhere Drehzahlen nötige Aufwand jedoch häufig größer als bei rein metallischen Kupplungen. 
Für hohe Belastungen und Drehzahlen wird das Elastomer mit Gewebe aus Textil oder Metallfäden verstärkt. 
Die meisten Elastomerkupplungen sind elektrisch isolierend.

Der Elastomerstern zwischen den beiden Kupplungshälften dämpft Schwingungen und Stoßbelastungen

## Bauformen
Sind nur geringe Drehmomente zu übertragen, so können zwei Wellen, die nur ungefähr in einer Linie liegen, einfach durch einen Kunststoffschlauch miteinander verbunden werden, der auf die Wellen aufsteckt und gegebenenfalls durch eine Klemme angepresst wird.
Eine einfache Elastomerkupplung besteht aus einer runden Gummischeibe mit mehreren Löchern (häufig sechs), die auf einer Kreisbahn liegen. Zu beiden Seiten der Gummischeibe befindet sich jeweils ein Flansch aus Metall. Der rechte und der linke Flansch wird wechselweise mit der Gummischeibe verschraubt, so dass die beiden Flansche keinen direkten Kontakt haben und nur über das Gummi miteinander verbunden sind.
Klauenkupplungen mit zwischen den Backen eingelegten Elastomerscheiben (siehe Abbildung) können hohe Kräfte übertragen, da das Elastomer nur auf Druck beansprucht wird.

## Anwendungen
Langsamdrehende Gelenkwellen von Nutzfahrzeugen und Arbeitsmaschinen können mit Elastomerkupplungen anstelle von Kardangelenken ausgestattet werden. 
Bei Booten verhindert der Einsatz einer Elastomerkupplung in der Antriebswelle die Übertragung der Vibrationen des Motors in den Schiffsrumpf. 
Weitere Anwendungsgebiete:
- Servoantriebstechnik
- Werkzeugmaschinen
- Verpackungsmaschinen
- Automatisierungsanlagen
- Druckmaschinen
- Industrieroboter

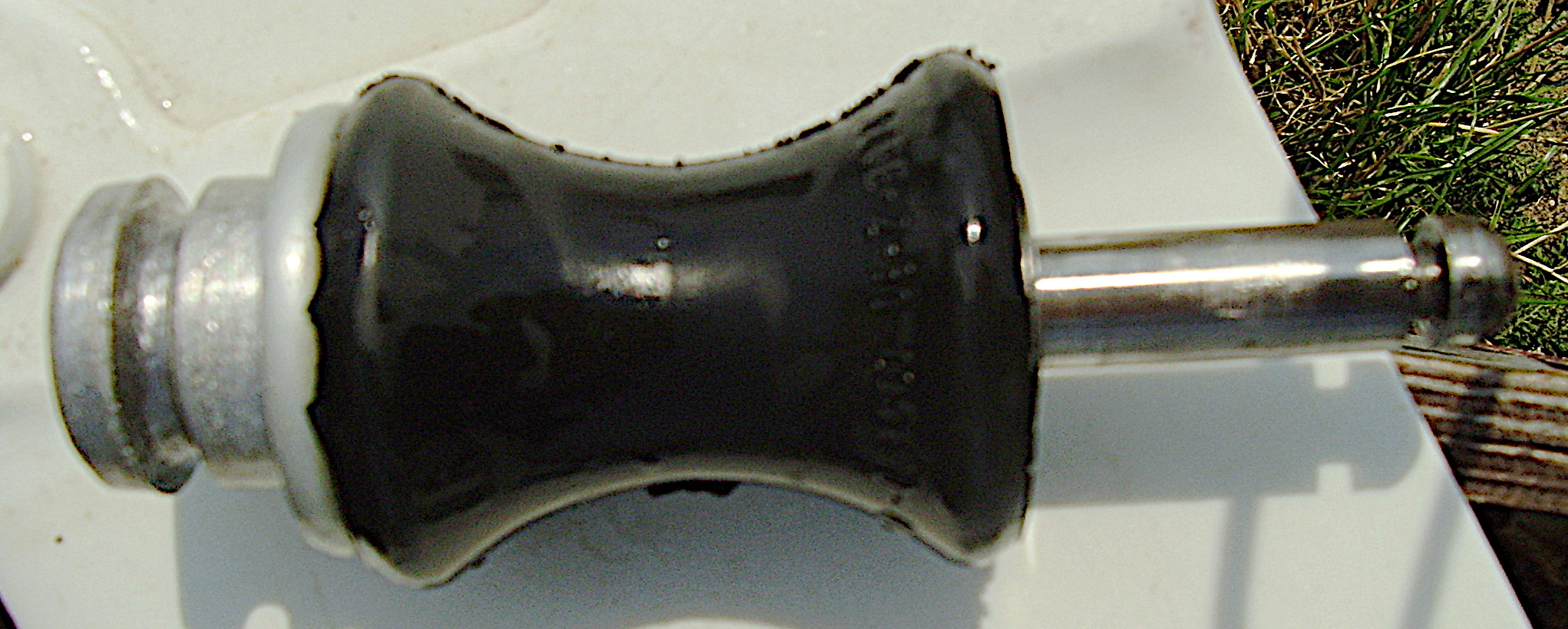
Die elastische Verbindung zwischen einem Windsurfbrett und dem Segelmast braucht nur Kräfte zu übertragen, kein Drehmoment, und kann schadlos bis über 90° umgeknickt werden.

- Steuerungs- und Positioniertechnik
- allgemeiner Maschinenbau
- zum Anbinden von Hubspindelgetrieben, Linearführungen, Impulsgeber usw.

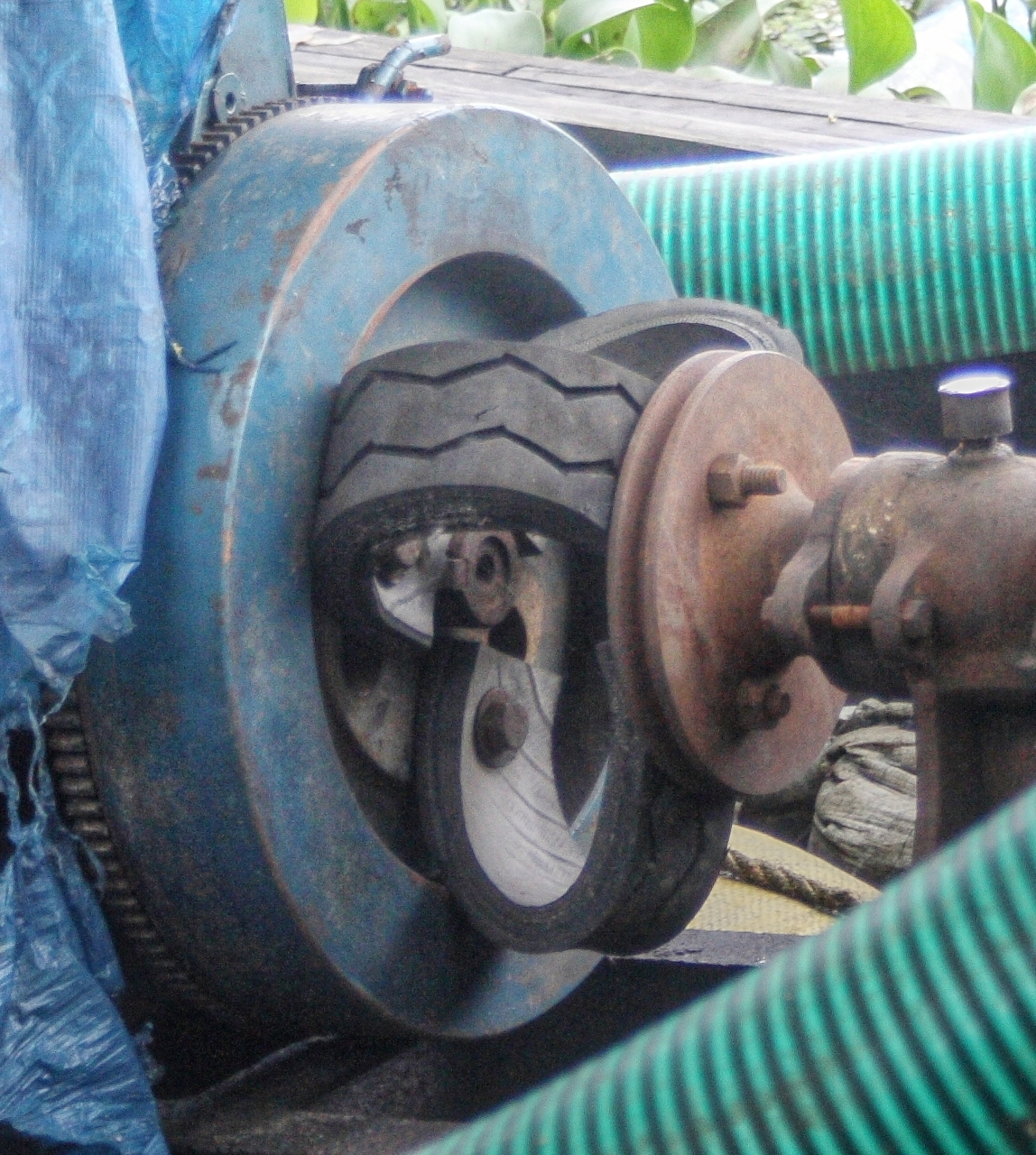
Eine improvisierte Kupplung aus der Lauffläche von Autoreifen zur Kupplung vom Antriebsmotor mit einer Wasserpumpe